# Mosquée Takhtaly-Djami de Bakhtchyssaraï
La  mosquée Tahtaly-Djami (russe : Тахталы́-Джами́, ukrainien : Тахтали-Джамі, turc : Tahtalı Cami) est un bâtiment religieux en Crimée. Fondée au XVIIe siècle par Khan Sultan Beck beau-fils de Mengli Ier Giray, elle se trouve à Bakhtchissaraï.